# Joseph Guo Jincai
Joseph Guo Jincai (chiń. 郭金才; ur. 27 lutego 1968) – chiński duchowny katolicki, biskup Chengde od 2010.

## Życiorys
Święcenia kapłańskie otrzymał 8 września 1992.
Wybrany biskupem Chengde. Sakrę biskupią przyjął bez mandatu papieskiego 20 listopada 2010. 
22 września 2018 został uznany oficjalnie przez Stolicę Apostolską.